# Reinier Paping
Regnerus Ignatius Johannes (Reinier) Paping (Dedemsvaart, 18 februari 1931 – Zwolle, 20 december 2021) was een Nederlandse schaatser, vooral bekend geworden als de winnaar van de barre Elfstedentocht van 1963.

## Biografie
Reinier Paping groeide op in Dedemsvaart in een gezin van negen kinderen. Zijn vader was aanvankelijk landbouwer maar werd later textielkoopman en winkelier. Na het volgen van de mulo ging hij naar het jongensinternaat in Amersfoort. Daarna behaalde hij in 1959 het diploma Algemeen Sportleider aan het CIOS in Overveen. Paping deed in zijn jonge jaren veel aan sport: op zijn zeventiende voetbalde hij al in het eerste elftal van Voetbalvereniging Dedemsvaart. Ook was hij lid van de gymnastiek- en turnvereniging. Daarnaast deed hij aan tennis en, natuurlijk, schaatsen. Hij verwierf zich een plek in de kernploeg en werd enkele malen Overijssels kampioen. In de beginjaren van zijn schaatscarrière noemde men Paping Het vogeltje, omdat hij met zijn armen wapperde. Pas in de laatste jaren legde hij zich toe op het rijden van langere tochten.
Paping had nog geen race langer dan tachtig kilometer gereden. Vóór de Elfstedentocht van 1963 nam Paping in de jaren 1951 tot 1962 deel aan diverse Nederlandse kampioenschappen allround, met als hoogste positie een vierde plaats in 1955. In datzelfde jaar deed Paping mee aan het Europees kampioenschap allround in het Zweedse Falun, waar hij als 30e eindigde.
Op 28 december 1962 reed hij zijn eerste schaatstocht, de Ronde van Spannenburg. Daar eindigde hij als tweede in de sprint achter Jeen van den Berg, winnaar van de Elfstedentocht van 1954. Enkele weken later, op 18 januari 1963, deed hij mee aan de Elfstedentocht. In het donker vertrok hij met de toerrijders vanuit Leeuwarden en wist zich nog voor Sneek bij Van den Berg en Jan Uitham te voegen. Het ijs was slecht en bij Hindeloopen kwam hij ten val. Op de helft van de tocht, in de buurt van Witmarsum, wist hij zich los te maken van de kopgroep. Hij dronk een kopje koffie in Harlingen en kreeg te horen dat hij twee minuten voor lag. Bij Franeker rustte hij even uit op een loden jas van een toeschouwer. Zijn voorsprong was uitgegroeid tot acht minuten. Hij zou niet meer ingehaald worden. Tien uur en 59 minuten na de start finishte Paping, na 22 minuten gevolgd door de nummer twee: Uitham.
Na de wedstrijd bleek dat op het stuk Bartlehiem-Dokkum een wedstrijdcontroleur filmopnames in kleur had gemaakt, waarop te zien is dat Paping van enkele lokale "voorrijders" of "zuigers" hulp had gekregen. Omdat Uitham vond dat 22 minuten voorsprong vooral een eigen prestatie was, heeft dit uiteindelijk geen gevolgen gehad voor de wedstrijduitslag. Ook zouden andere rijders evengoed gebruik hebben gemaakt van voorrijders.
Met zijn overwinning verdiende Paping twee jaarkaarten voor de ijsbaan in Deventer en een zilveren sigarettendoos. Een onbekende had hem na zijn overwinning nog een tientje gegeven. Toen tv-verslaggever Joop van Zijl hem na zijn overwinning vroeg wat hij die ochtend had gegeten, antwoordde hij: "Och, wat lichte kost. Een bord Brinta.". Dit deed de toenmalige directie van Brinta besluiten hem een contract aan te bieden waar hij 500 gulden, een aansteker en een föhn mee verdiende. Zijn vader vond dit niet afdoende en eiste een auto voor zijn zoon, iets wat werd geweigerd.
In 1964 eindigde Paping nog als tweede in de natuurijsklassieker de Oldambtrit, op vijf seconden van winnaar Siep Schuiling.
Paping begon na zijn schaatscarrière een sportzaak in Zwolle, waar Evert van Benthem in zijn jonge jaren zijn schaatsen zou kopen. Na het overlijden van Jan W. van der Hoorn in april 2017 was hij de oudste nog levende winnaar van een Elfstedentocht. Hij woonde toen nog zelfstandig in Zwolle.
In 2021 overleed hij op 90-jarige leeftijd na een kort ziekbed.

## Privé
Paping is op 30 oktober 1961 te Avereest getrouwd met Johanna (Joke) van Leerzem (Arnhem, 25 maart 1938 - Zwolle 17 december, 2014). Uit dit huwelijk werden een zoon en twee dochters geboren.

## Onderscheidingen
- Op 18 januari 2003, veertig jaar na de Tocht der Tochten, ontving Paping in Koudum tijdens een reünie van deelnemers aan de historische Elfstedentocht een lintje en werd hij bevorderd tot lid in de Orde van Oranje-Nassau.[2]
- Om de vijftigste verjaardag van de Elfstedentocht te gedenken, verscheen op 2 januari 2013 een speciale postzegel met de beeltenis van Reinier Paping.[14]
- In Ommen, zijn toenmalige woonplaats, staat bij de Vecht een monument dat herinnert aan zijn Elfstedentochtoverwinning (met de namen van alle overige schaatsers uit Ommen die deze tocht uitreden).
- Op 5 juli 2022 is Arriva-treinstel 525 vernoemd naar Reinier Paping.

## Resultaten
| Jaar | NK allround | EK allround | Elfstedentocht | Oldambtrit | Ronde van Spannenburg |
| ---- | ----------- | ----------- | -------------- | ---------- | --------------------- |
| 1951 | DNQ         |             |                |            |                       |
| 1954 | DNS         |             |                |            |                       |
| 1955 | 4e          | 30e         |                |            |                       |
| 1956 | 6e          |             |                |            |                       |
| 1962 | 23e         |             |                |            | 2 [ 3 ]               |
| 1963 |             |             | ↑              |            |                       |
| 1964 |             |             |                | Zilver     |                       |

DNQ = niet gekwalificeerd voor de tweede dag
DNS = niet gestart

## Persoonlijke records
| Afstand      | Tijd     | Datum           | Baan  |
| ------------ | -------- | --------------- | ----- |
| 500 meter    | 46,00    | 11 januari 1955 | Hamar |
| 1500 meter   | 2.25,20  | 3 januari 1956  | Hamar |
| 3000 meter   | 5.06,80  | 3 januari 1956  | Hamar |
| 5000 meter   | 8.49,30  | 3 januari 1956  | Hamar |
| 10.000 meter | 17.59,50 | 16 januari 1955 | Oslo  |

- Gemeinsame Normdatei: 1135212104
- International Standard Name Identifier: 0000 0003 9169 2921
- Nederlandse Thesaurus van Auteursnamen: 070756368
- Virtual International Authority File: 285561651
- WorldCat: E39PBJqqpHGkdfCFWVKG78vrbd